# День моїх синів
«День моїх синів» — радянський чорно-білий телефільм 1972 року, знятий режисером Станіслав Третьяков на кіностудії «Білорусьфільм».

## Сюжет
Телефільм про один день із життя робітника Петра Руднєва та чотирьох його синів, яких він виховував один після смерті дружини. У кожного з членів сім'ї свої проблеми та турботи, але всіх їх поєднують працьовитість, принциповість, доброзичливе ставлення до людей.

## У ролях
- Казимірас Віткус — Олександр Руднєв, батько сімейства
- Георгій Мартинюк — Антон, син Руднєва, хірург (роль озвучена іншим актором)
- Олександр Мовчан — Вадим, син Руднєва, інженер, парторг заводу
- Станіслав Кабєшев — Сергій, син Руднєва, таксист, спортсмен
- Олександр Леньков — Костя, син Руднєва, робітник, кларнетист
- Віктор Тарасов — Володимир Миколайович, начальник таксопарку
- Тетяна Алексєєва — Надя, інженер, подруга Руднєва
- Іван Косих — Іван Сергійович Ковальов, начальник цеху
- Павло Кормунін — Іван Петрович, робітник
- Л. Стук — епізод
- Любов Михалкевич — медсестра
- Світлана Пєнкіна — Сєрова, пацієнтка
- Геннадій Овсянников — епізод
- Наталія Кофанова — Любов Гришина
- Степан Бірілло — Євген Петрович, хірург
- Валентина Маркова — Віра, інженер, наречена Вадима
- Тамара Кротова — Ніна Сергіївна, лікар
- Галина Рогачова — пасажирка таксі, сестра породіллі
- Марія Зінкевич — епізод
- Микола Дінов — епізод
- Юрій Ступаков — Литвинов, пацієнт
- Інна Дашковська — епізод
- Олександр Толстих — інженер
- Борислав Брондуков — Силкін
- Павло Дубашинський — секретар заводських зборів
- Марія Захаревич — епізод
- Віктор Шрамченко — Сеня
- Галина Владомирська — Зінаїда Сергіївна, секретар начальника таксопарку
- Олена Ринкович — Анна Павлівна, секретар начальника цеху Ковальова
- Віктор Степаненко — Мельников, робітник
- Л. Олесьонок — епізод
- Євгенія Ковальова — робітниця
- Іван Жаров — вахтер таксопарку
- Володимир Кудревич — епізод
- Ігор Комаров — епізод
- Іван Сидоров — хірург Серебряков
- Анатолій Кашепаров — музикант у ресторані

## Знімальна група
- Режисер — Станіслав Третьяков
- Сценарист — Станіслав Дишко
- Оператор — Едуард Гайдук
- Композитор — Євген Зубцов
- Художник — Борис Кавецький